# Lo Diable Gros
Lo Diable Gros és una associació cultural i editorial catalana amb seu a Tarragona especialitzada en llibres sobre qüestions socials i temes polítics. El nom de l'editorial és un dels pseudònims que va fer servir l'històric anarquista Josep Llunas.

## Història
Entre els primers llibres que va publicar Lo Diable Gros, s'inclouen llibres de Roger Palà, David Fernàndez i Raimundo Viejo. El 2021 també va editar per primera vegada l'obra completa de Salvador Seguí «El Noi del Sucre».
El 2024, amb motiu de l'Any Joan Salvat-Papasseit, va publicar tres volums del poeta: l'obra poètica completa sota el títol Joan Salvat-Papasseit, Poeta amb majúscula que inclou els seus sis poemaris (Poemes en ondes hertzianes, 1919, L'irradiador del port i les gavines, 1921, Les conspiracions, 1922, La gesta dels estels, 1922, El poema de la rosa als llavis, 1923, i el pòstum Ossa Menor. Fi dels poemes d’avantguarda, 1925) més una secció de les divises publicades al setmanari L'Estat Català; Mots-propis que aplega els articles publicats a la revista Un enemic del poble; i la primera edició en català d'Humo de fábrica, en coedició amb Manifest Llibres, amb la traducció de Jordi Martí i el pròleg a Fum de fàbrica de Dolors Marín.